# Parque nacional del Mweru Wantipa
El Parque nacional del Mweru Wantipa (en inglés: Mweru Wantipa National Park) es una parque nacional de Zambia que protege el lago Mweru Wantipa, localizado en la Provincia del Norte. 
Fue declarado parque nacional en el año 1972, y se extiende por una superficie de 3.134 kilómetros cuadrados.
Anteriormente acogía una abundante vida silvestre, incluyendo leones, elefantes y rinocerontes negros, pero no ha tenido una gestión y protección adecuada durante varias décadas, y carece de instalaciones para los visitantes. En consecuencia, su población de fauna silvestre se ha reducido mucho en los últimos años, el rinoceronte negro está extinto en la zona y el elefante y el león están probablemente también extintos.